# 淡红美登木
淡红美登木（学名：Maytenus rufa）为卫矛科美登木属下的一个种。乔木，分布于中国西藏自治区。

## 扩展阅读
- 維基物種上的相關：淡红美登木